# Intercamp

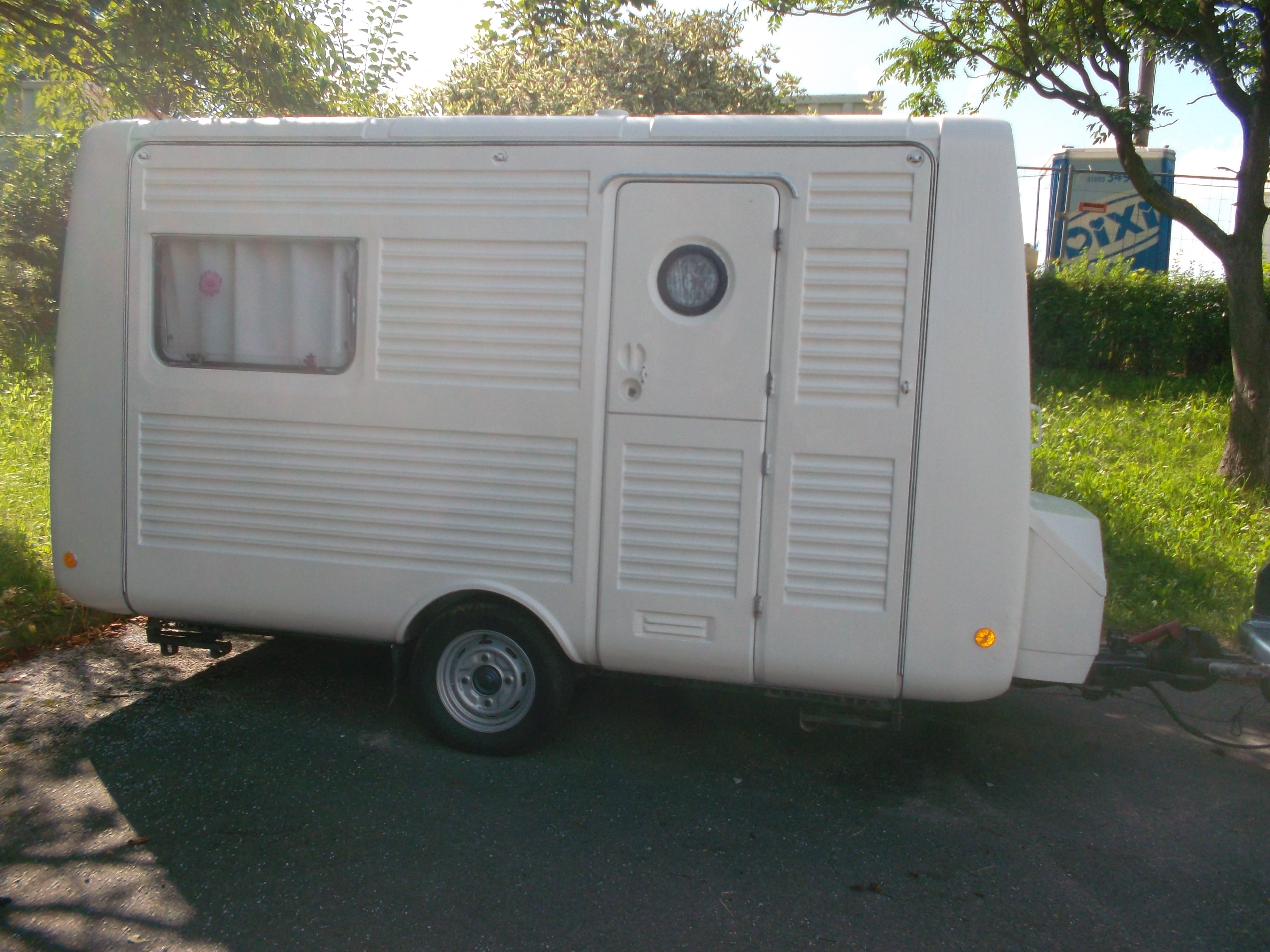
Intercamp 355 L

De Intercamp (IC) is een caravan die van 1973 tot 1988 in de DDR werd geproduceerd door VEB Oberlausitzer Stahl- und Fahrzeugbau Georgewitz-Bellwitz, onderdeel van het Industrieverband Fahrzeugbau (IFA).

## Geschiedenis
De Intercamp werd in eerste instantie ontwikkeld om in het Westen verkocht te worden, hij moest de DDR aan harde valuta helpen. Ook in Nederland werd de Intercamp verkocht en geïmporteerd door de firma Weering in Coevorden die de IC voorzag van stickers met het opschrift IFA International. De verkoop in de Bondsrepubliek Duitsland liep via de firma Fritz Berger in Neumarkt onder de benaming Berger Oase.
Ook in de DDR zelf werden Intercamps verkocht, deels in eenvoudiger uitvoeringen (geen koelkast, eenvoudige of geen verwarming, gasfornuis-spoelbak-combinatie van plastic en staalemaille in plaats van edelstaal) en voor relatief hoge prijzen. In de DDR werden alleen de caravans verkocht die door de exportklanten niet werden afgenomen. Naast de genoemde modellen was er een serie prototypes dat nooit in serie geproduceerd werd. Deze hadden, net als de seriemodellen, een opbouw van glasvezelversterkte kunststof met polyurethaan-isolatie en waren groter dan de in serie geproduceerde modellen.
De kwaliteit van de caravans verslechterde in de loop van de jaren. De afwerking van de Intercamp voldeed niet meer aan de eisen en verwachtingen die in Nederland en de Bondsrepubliek Duitsland werden gesteld, zodat de productie in 1988 werd gestaakt.

## Modellen en uitvoeringen
Er waren in wezen twee modellen in verschillende uitvoeringen: de Intercamp (IC) 355 en de IC 440. Deze beide modellen onderscheidden zich hoofdzakelijk door de opbouwlengte van 3,55 respectievelijk 4,40 meter. Daaruit resulteerden verschillende uitvoeringen van de binnenuitrusting.

### IC 355

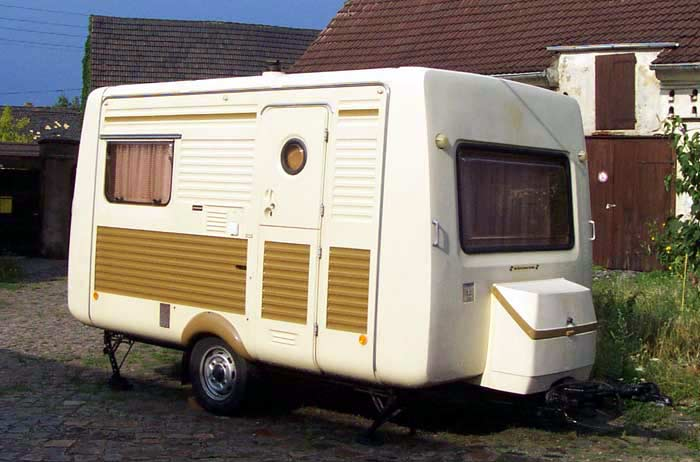
Intercamp 355 L

Er waren de IC 355 L en (later parallel) de IC 355 LB. De IC 355 L beschikte over slaapmogelijkheden voor- en achterin, die tot zitgroepen omgebouwd konden worden, over een keuken aan de linker zijde (in rijrichting) en een kledingkast aan de rechter zijde. Bij enkele versies was daaronder een verwarming (Solar 3000 uit DDR-productie of Trumatic 3002 uit West-Duitse productie) ingebouwd.
Bij de IC 355 LB was voorin een keuken geplaatst met daarnaast aan de linker zijde (in rijrichting) een sanitaire ruimte. Achterin was een rondzit geplaatst die tot ligplaats omgebouwd kon worden. Aan de linker zijde was een kledingkast, daaronder optioneel met verwarming (Solar 3000 of Trumatic 3002) ingebouwd. Rechts stond een halfhoge kast, deels met koelkast uitgerust.

### IC 440

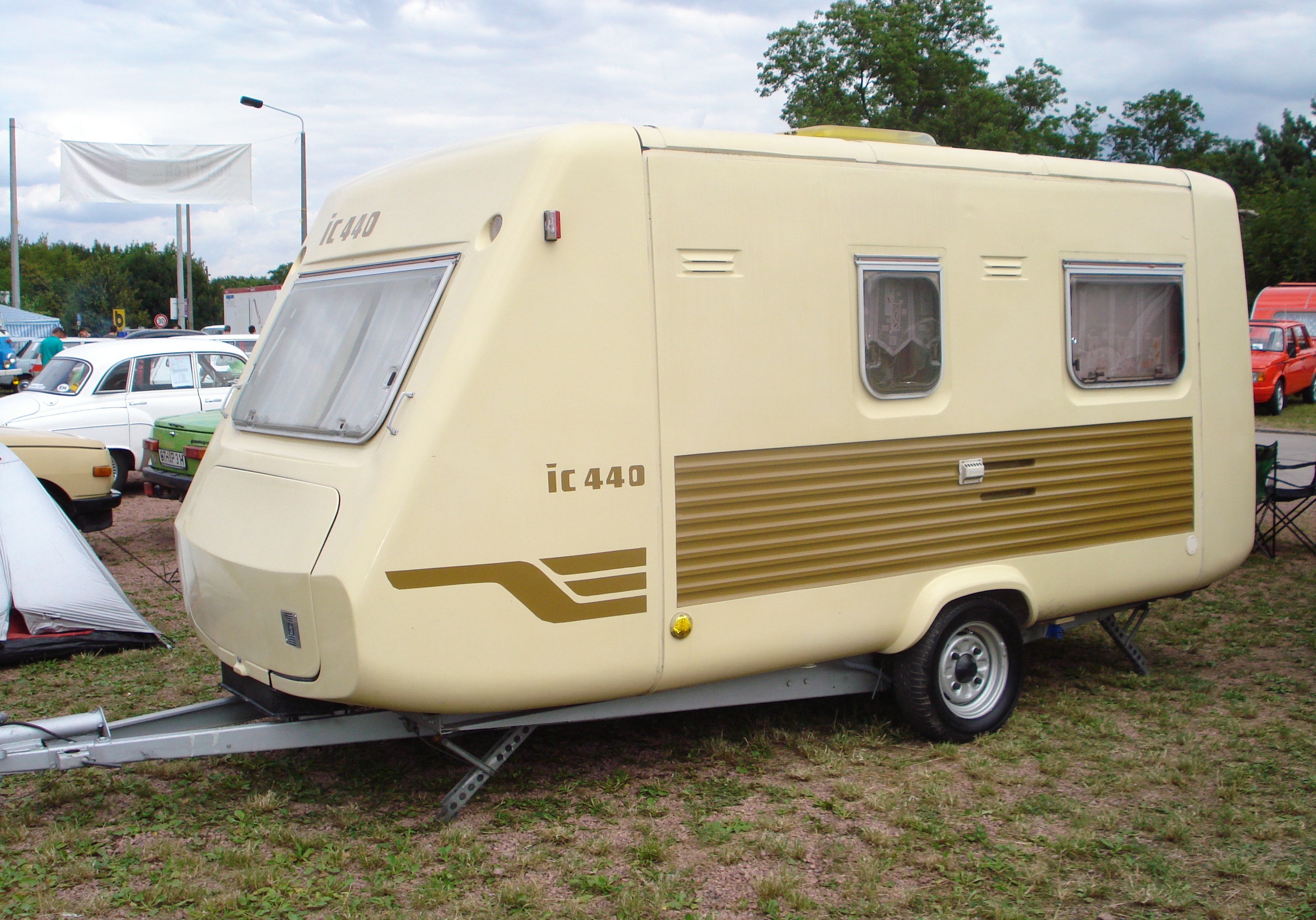
Intercamp 440 N

De IC 440 was geen vervanger van de IC 355 maar een aanvulling. Hij was groter en zwaarder, in de DDR waren nauwelijks geschikte trekauto's verkrijgbaar. Het front was schuin aflopend en had een geïntegreerde disselbak. De constructie was gelijk aan de IC 355 maar de tussenwanden waren gedeeltelijk met hout versterkt.
Van de IC 440 waren er in wezen ook twee opbouwvarianten: de IC 440 N en de IC 440 T. Beide versies hadden zowel voor- als achterin een zitgroep die tot slaapplek omgebouwd kan worden. 
De IC 440 T had aan de linker zijde een kledingkast, daaronder optioneel een verwarming (Solar 3000 of Trumatic 3002) en een sanitaire ruimte. Daar tegenover bevonden zich de keuken, bestaand uit een spoelbak, tweepits gasfornuis en een boven- en onderkast waarbij de laatste deels met een koelkast was uitgerust.
De IC 440 N beschikte in tegenstelling tot de IC 440 T over een keuken aan de linker zijde en een kledingkast, daaronder optioneel een verwarming (Solar 3000 of Trumatic 3002) en een halfhoge kast, aangeduid als "tv-meubel".

## Onderstellen
De IC 355 beschikte meestal over een onderstel uit DDR-productie. Deze had een torsie-as met 700 kg respectievelijk later 800 kg draagvermogen en een hydraulische oplooprem in verschillende uitvoeringen. Enkele in West-Duitsland verkochte IC 355's hadden onderstellen van de firma's Knott of Alko.
De IC 440's hadden onderstellen van de firma Alko uit West-Duitsland of onderstellen uit DDR-productie die sterk geïnspireerd waren op de Alko-onderstellen.
De onderstellen van West-Duitse afkomst waren verzinkt, die uit DDR-productie waren meestal alleen zwart gespoten.

## Opbouw
Een bijzonderheid is de buitenzijde, waarvoor glasvezelversterkte kunststof en een isolatie van polyurethaan gebruikt werden. Deze kan normaal gesproken niet rotten, wat een voordeel is ten opzichte van conventionele caravans met een houtskelet.
In de zestiger jaren werden in verschillende landen caravans met polyester opbouw gemaakt, zoals door de Italiaanse firma Lander of de Nederlandse fabrikant Biod, die ook tegenwoordig nog bestaat.